# Étienville
Étienville ist eine französische Gemeinde mit 376 Einwohnern (Stand 1. Januar 2022) im Département Manche in der Region Normandie. Sie gehört zum Kanton Bricquebec-en-Cotentin im Arrondissement Cherbourg.

## Toponymie
Étienville leitet sich aus der französischen Endung -ville und aus dem angelsächsischen Namen Aettinc ab.

## Geografie
Étienville liegt auf der Halbinsel Cotentin. Angrenzende Gemeinden sind La Bonneville, Orglandes, Gourbesville, Amfreville und Picauville.

## Geschichte

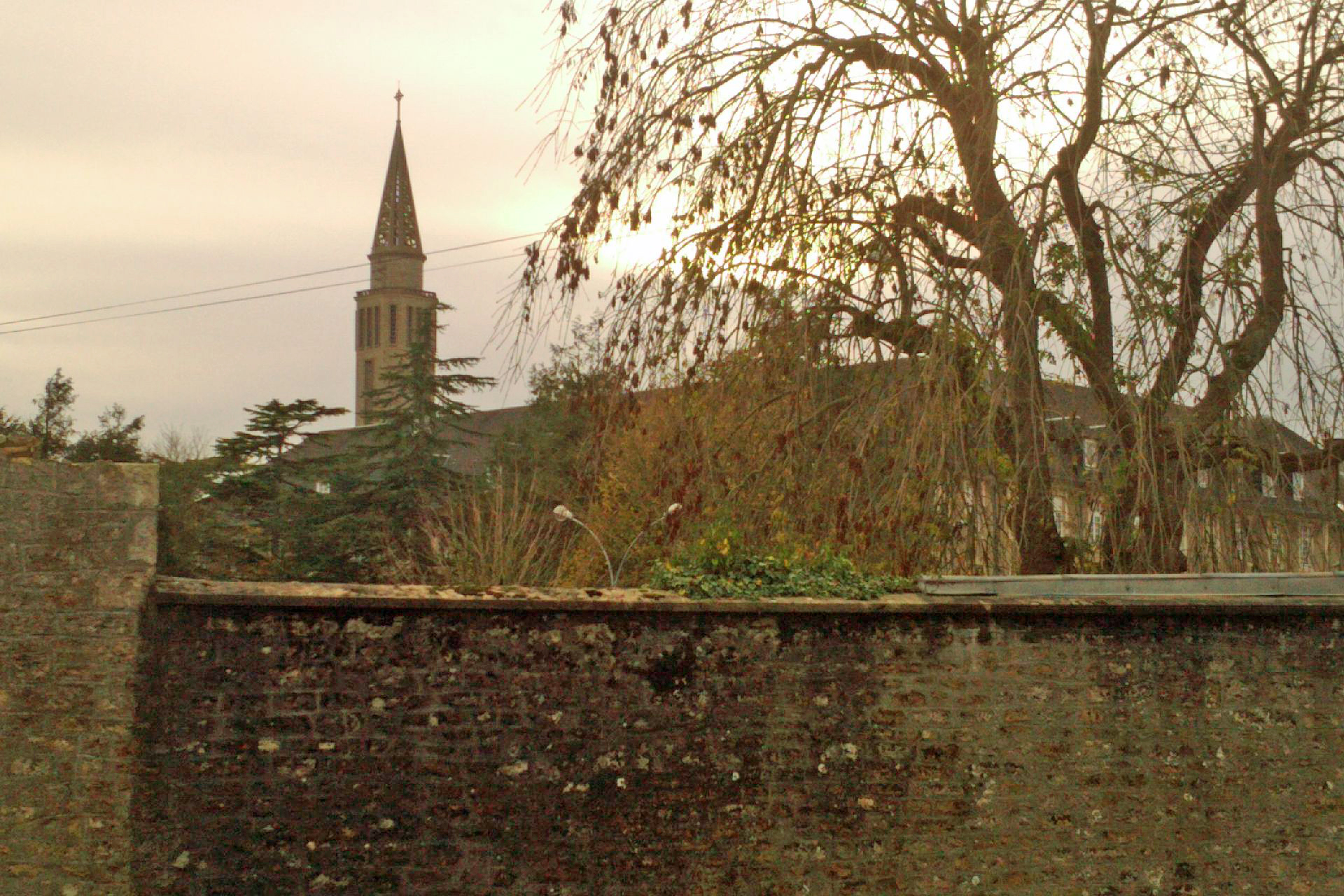
Kapelle Bon Sauveur im Ortsteil Pont-l’Abbé

Bon Sauveur (dt.: guter Retter) im Ort Pont-l’Abbé, das von Picauville und Étienville geteilt wird, war ein Armenhaus das von den Sœurs du Bon Sauveur (Schwestern von Bon Sauveur) geleitet wurde. Es wurde im Laufe der Zeit erweitert und empfing auch Taubstumme und Waisen. 1853 wurde es zu einer Irrenanstalt. Im Jahre 1903 empfing die Anstalt Geisteskranke aus Cherbourg, Valognes und Saint-Lô aber auch aus Paris, wenn es nicht genügend Plätze in Paris gab. Die Archive wurden am 10. Juni 1944 bei einem Bombardement zerstört.

## Bevölkerungsentwicklung
| Jahr      | 1962 | 1968 | 1975 | 1982 | 1990 | 1999 | 2008 | 2018 |
| Einwohner | 907  | 277  | 303  | 365  | 392  | 344  | 328  | 369  |

## Sehenswürdigkeiten

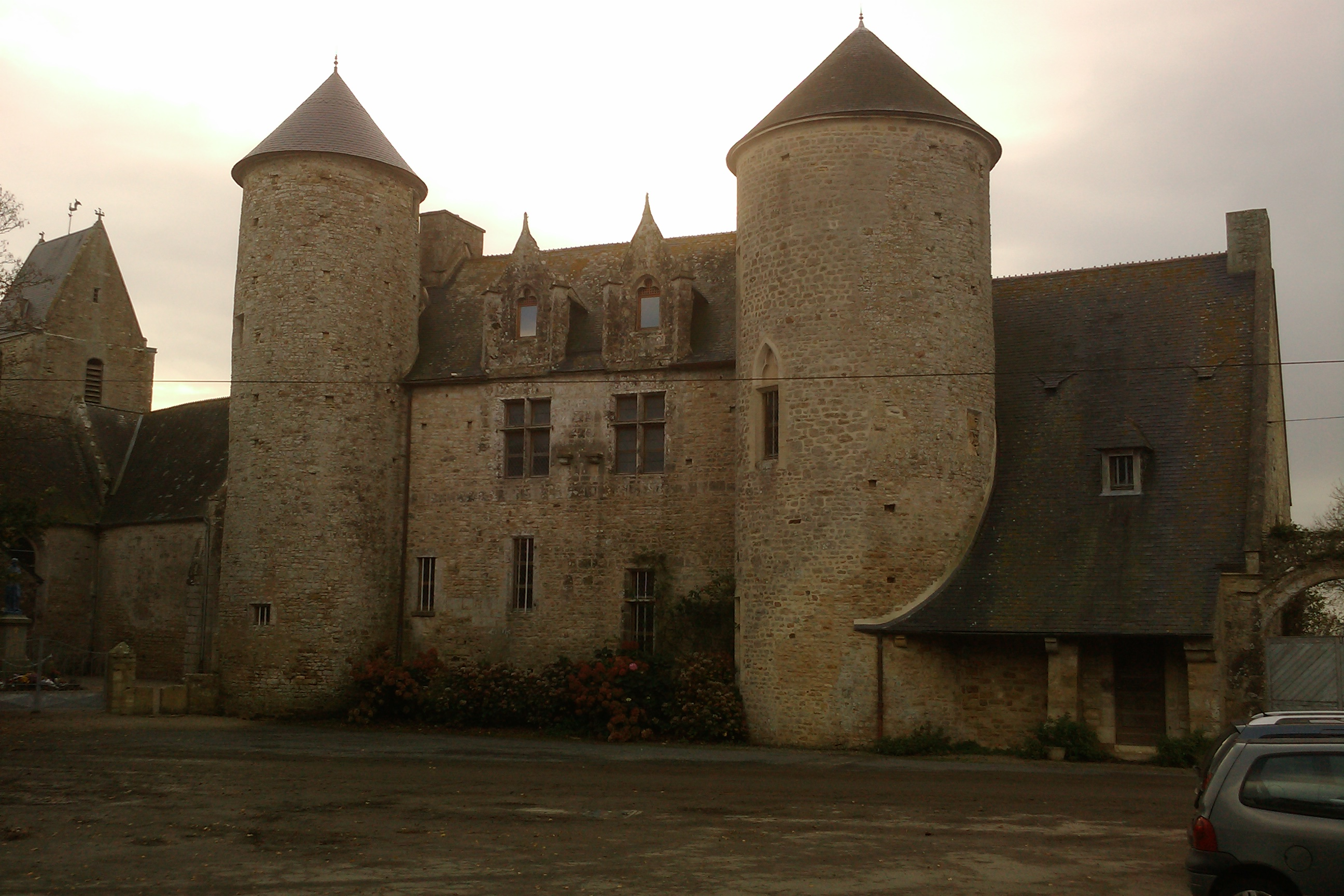
Pfarrhaus

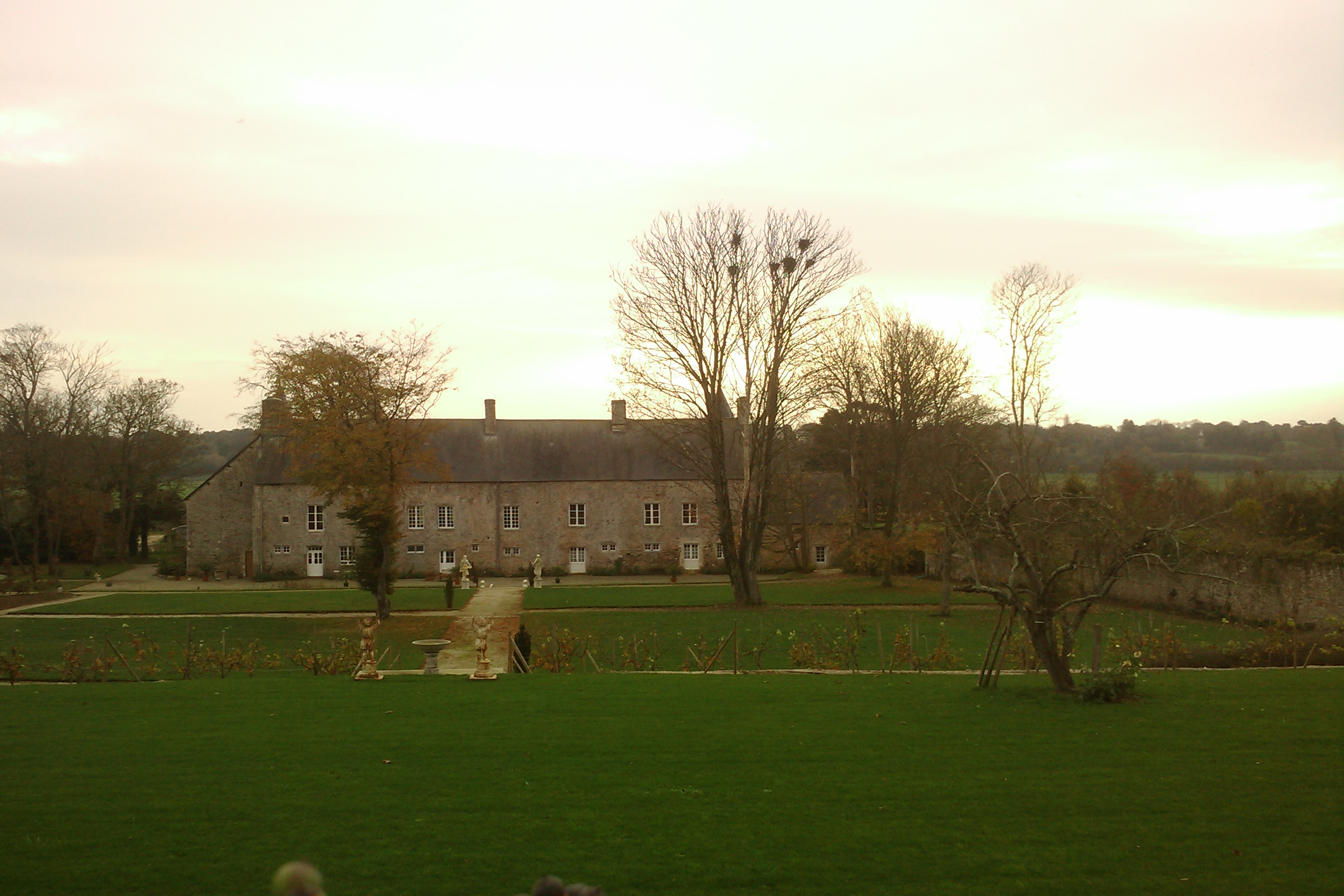
Schloss

- Schloss aus dem 17. Jahrhundert – Monument historique[3].
- Pfarrhaus und dessen Gärten: seltenes Gebäude aus dem 15. Jahrhundert, das ebenfalls in die Liste der historischen Denkmäler aufgenommen worden ist[4]. Bei der Kirche und dem Schloss handelt es sich um eine außergewöhnliche historische Stätte am Ufer der Douve, an einem ehemaligen römischen Pfad.
- Kirche Saint-Georges aus den 13. und 18. Jahrhundert – Monument historique[5]. Sie beherbergt viele Werke die als Gegenstand unter Denkmalschutz stehen[6].